# Писсала
Писсала́ (фр. pissalat) — паста-приправа, соус из солёных анчоусов со специями и ароматическими травами. Характерна для лигурийской, ниццкой и средиземноморской провансальской кухонь. Этимология слова, по-видимому, происходит от peis salat — букв. «солёная рыба» на диалекте Ниццы. Считается, что писсала восходит к гаруму — древнеримскому римскому соусу, популярному в северо-западном Средиземноморье. В Ницце изготовление соуса было одним из старейших промыслов. Известно, что в начале XIX века производством занималось не менее двенадцати семейств. При приготовлении традиционной писсалы в большую глиняную ёмкость выкладывают мелкую морскую рыбу (анчоусы, сардины или их мальки), соль, перемолотые перец, корицу и гвоздику и засыпают слоем соли. Полученную массу ставят в прохладное место и каждый день перемешивают, в связи с чем смесь приобретает пастообразную текстуру. Через месяц пропускают через мелкое сито, раскладывают по стеклянным банкам и заливают оливковым маслом. В 1843 году писатель Луи Рубоди (Louis Roubaudi) в книге «Ницца и её окрестности» отмечал: «Писсала вполне способна пробудить аппетит, будучи приправлена оливковым маслом, уксусом и солеными оливками». Писсалу употребляют в пищу с рыбными блюдами, холодным мясом, намазывают на хлеб, тосты. Соус используется при приготовлении писсаладьеры — открытого пирога на основе дрожжевого теста, одного из наиболее известных блюд кухни Ниццы («ниццкий тарт»). Однако после Второй мировой войны традиционная писсала используется редко, так как её вытеснило пюре из анчоусов.  